# 왕시아
왕스야(중국어 정체자: 王詩雅, 병음: Wáng Sīyâ, 한자음: 왕시아, Keira Wang, 1979년 7월 23일 ~ )는 홍콩의 어린이 배우이다.